# Herbert Niemann
Siegfried Herbert „Jimmy“ Niemann (ur. 12 grudnia 1935 w  Bernburgu, zm. 19 lutego 1991 w Berlinie) – wschodnioniemiecki judoka. Olimpijczyk z Tokio 1964, gdzie zajął jedenaste miejsce wadze ciężkiej.
Zdobył dziewięć medali na mistrzostwach Europy w latach 1961–1966.

## Letnie Igrzyska Olimpijskie 1964
| Konkurencja | Runda eliminacyjna     | Runda eliminacyjna      | Klas. końcowa |
| Konkurencja | Przeciwnik I           | Przeciwnik II           | Miejsce       |
| ----------- | ---------------------- | ----------------------- | ------------- |
| +80 kg      | Anzor Kiknadze (URS) P | Joop Gouweleeuw (NED) P | 11.           |